# Brosslare
En brosslare (även kallad lastkarl) är en person i ett timmerhuggarlag som hugger upp vägar, drar fram fällda stockar, och lastar på  timmerdoningen.